# Run Run Vanguard
Run Run Vanguard war eine Rock-Band, die 1988 in Berlin gegründet wurde. Die Band veröffentlichte ein Album und löste sich in der Folge ohne eine Tournee auf.

## Geschichte
Run Run Vanguard war in den 1990er Jahren eines der Nebenprojekte Alexander Veljanovs, der gemeinsam mit Ernst Horn durch Deine Lakaien populär wurde, was bei der Veröffentlichung des Debüts für Medienpräsenz für Run Run Vanguard sorgte. Peter Bohge und Veljanov waren bereits vor 1988 gemeinsam musikalisch aktiv. Im Dezember 1992 gesellte sich Timo Arndt dazu. Seitdem bestand die Band in der Besetzung Timo Arndt (Bass), Doc P. Bohge (Gitarre), Werner Engel (Schlagzeug) und Alexander Veljanov (Stimme).
Run Run Vanguard verstand sich eher als Live-Band und veröffentlichte 1993 ihr erstes und einziges Album Suck Success, nachdem sie schon jahrelang Liveauftritte absolviert hatte. Es entstand zum Teil mit Hilfe des Produzenten Dave Young.
1993 war Run Run Vanguard Headliner eines Festivals gegen Gewalt im KOMM in Nürnberg.

## Stil
Durch die klassische Rockbandbesetzung Gitarre, Bass, Schlagzeug, Gesang entstand ein harter, erdiger Gitarrensound, der sich deutlich von Deine Lakaien unterschied. Veljanov beschrieb die Musik der Band als „sehr wuchtig ungeschliffen und wütend“ (Alexander Veljanov). Dabei griff die als Gothic-Rock-Band beschriebene Band viele andere Stilrichtungen der Gitarrenmusik, beispielsweise Grunge, Glam Rock und New Wave auf, was der Band auch die Kategorisierung „Gothic-Grunge“ einbrachte. Run Run Vanguard selbst distanzierten sich von diesen Einordnungsversuchen.

## Diskografie
Album
- Suck Success LP/CD (Gymnastic / ClassX) (1993)

Beschreibung
Veljanov beschrieb „Suck Success“ später als „eine sehr trashige Platte“ (Alexander Veljanov), was auf geringe Mittel für die Produktion zurückzuführen sei. Der Garagencharakter sei aber bewusst gewollt gewesen und durch das „Aneinanderreiben der Musiker“ bei Improvisationen entstanden.
Balladeske Songs wie „Time“ oder das makedonische „Taga Sa Jug“, das mehrfach als Höhepunkt des Albums beschrieben wurde, wechselten sich mit aggressiven Stücken wie „Keyvent“ ab. Bei Stücken wie „Debauchees“ und „Harbour of Silence“ kam eine Geige zum Einsatz. Umrahmt wurde das ganze von Veljanovs dunkler Stimme. Die von ihm verfassten Texte befassen sich mit Themen wie Aids und Inzest sowie Liebe und Erlösung.